# Furness (Halbinsel)

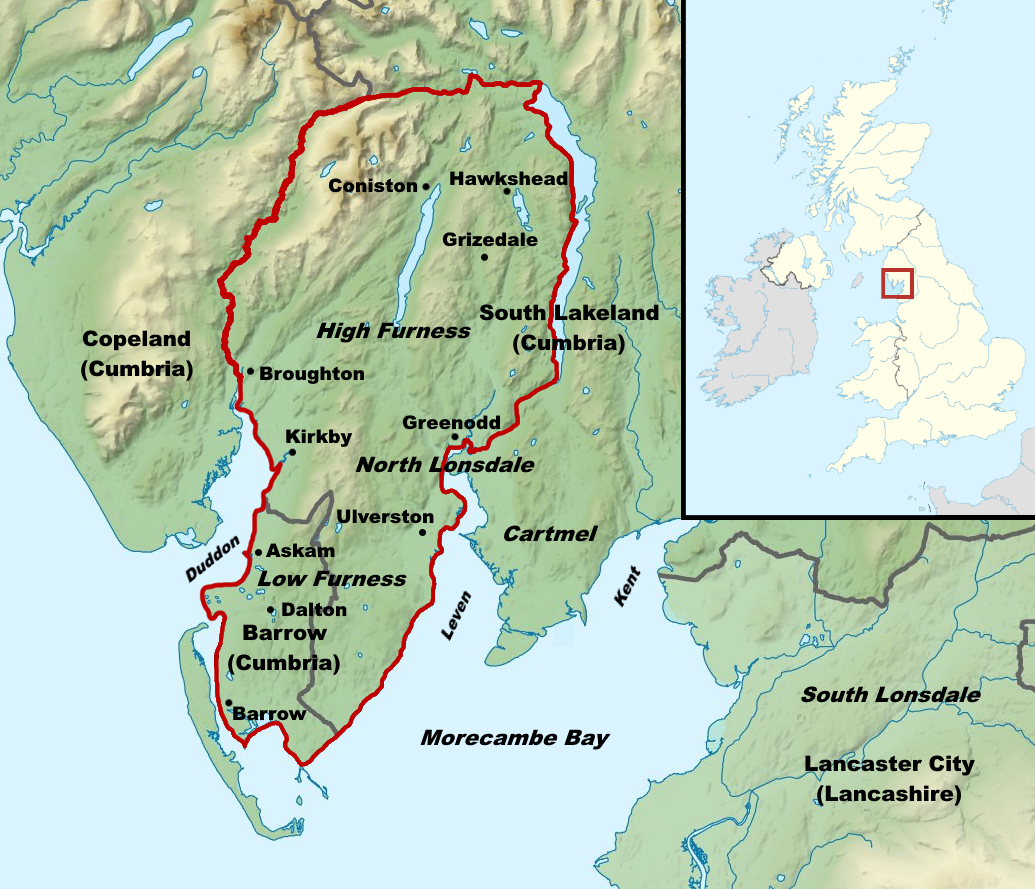
Furness Peninsula

Furness ist eine Halbinsel im Süden von Cumbria, England. Historisch war sie, obwohl sie nördlich der Morecambe Bay liegt, ein Teil von Lancashire.
Das Gebiet wird in Low Furness und High Furness geteilt. Low Furness ist die eigentliche Halbinsel, die an die Morecambe Bay und die Irische See grenzt. Dem Festland vorgelagert sind die Inseln Walney, Roa Island und Piel Island, sowie 3 unbewohnte kleine Inseln. Die traditionell als Insel bezeichnete Barrow Island wurde 1980 durch Auffüllen des Devonshire Docks mit dem Ort Barrow-in-Furness verbunden.  High Furness liegt im Norden der eigentlichen Halbinsel. High Furness gehört zum größten Teil zum Lake District National Park und wird durch den Lake Windermere begrenzt. Der Ort Barrow-in-Furness ist das Zentrum des Gebietes, in dem insgesamt rund 100.000 Menschen leben. Andere Orte des Gebietes sind Ulverston, Coniston, Broughton-in-Furness, Cartmel, Dalton-in-Furness, Askam-in-Furness und Ireleth.

## Geschichte
Furness war lange Zeit ein Grenzgebiet zwischen England und Schottland und erst als im späten Mittelalter die Grenze nach Norden wanderte, wurde das Gebiet befriedet und kam unter den Einfluss der Mönche der Furness Abbey.
Während Low Furness schwer zugänglich und abgeschieden war, kamen seit dem späten 18. Jh. Urlauber nach High Furness, es wurde im 19. Jh. durch John Ruskin endgültig zu einem Touristenziel, zu dessen Beliebtheit auch die Werke William Wordsworth' und Beatrix Potters beitrugen.
In der Mitte des 19. Jhs. wurde bei Askam-in-Furness das erste Eisenerz in der Region entdeckt. Die Furness Railway wurde gebaut, um das Erz abzutransportieren, damit entstand die erste verlässliche Verbindung von Low Furness mit dem Rest Englands. Große Stahlwerke entstanden in Furness.
Furness gehört seit 1974 zu Cumbria.
Koordinaten: 54° 16′ 12,1″ N, 3° 5′ 18,7″ W